# 光の八十八ヶ所めぐり
光の八十八ヶ所めぐり（ひかりのはちじゅうはっかしょめぐり）は、財団法人とくしま産業振興機構によって選定された徳島県内のLEDに関する観光地。

## 概要
徳島県内にあるLEDを効果的に取り入れた「光の名所」と呼べる場所やモニュメントを「光の八十八ヶ所」として認定し、四国八十八箇所にちなんで選定している。

## 一覧

### 徳島市
- 秋田町1丁目光のオブジェ

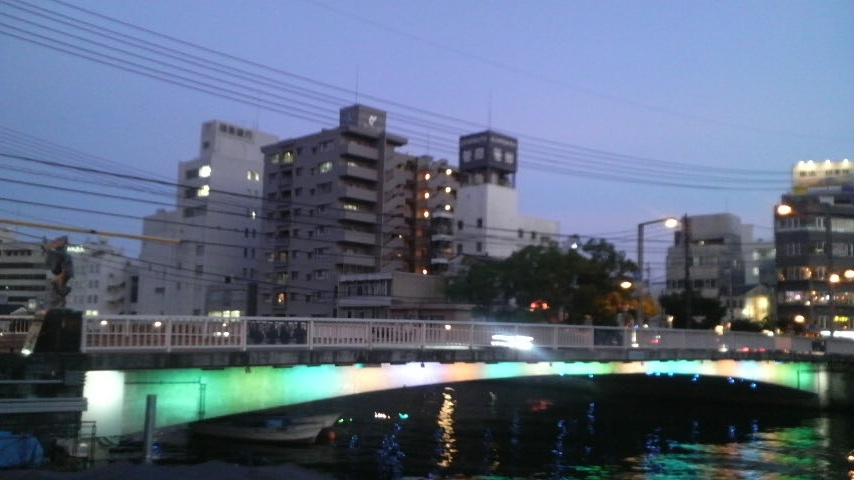
両国橋

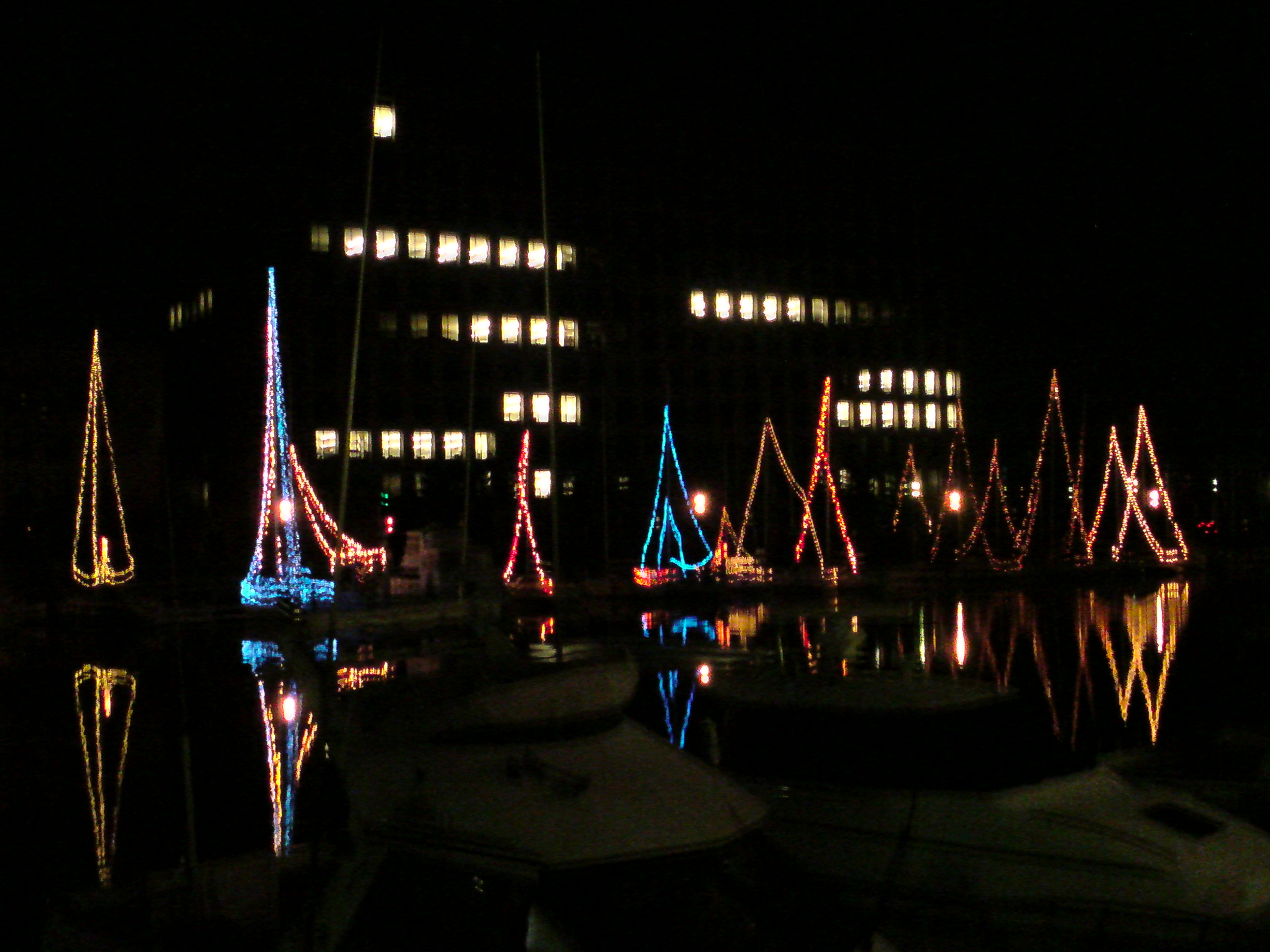
徳島みなと公園

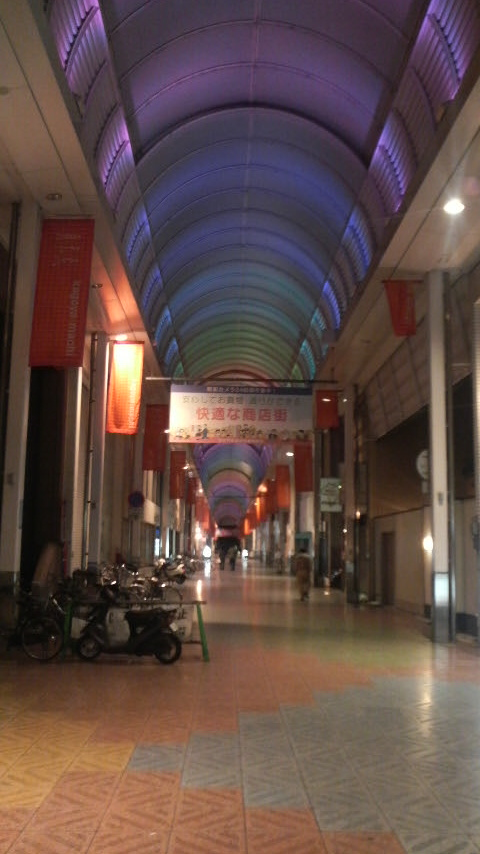
かごや町商店街

- アスティ☆光のぞめき（徳島県立産業観光交流センター）
- 阿波おどりカラクリ時計
- 阿波しらさぎ大橋
- 天の川（眉山公園）
- ありが燈（徳島みなと公園）
- ウェルかめイルミネーション
- LED眉華鏡
- かごや町商店街
- KENBANビル
- 国際東船場113ビル
- 新町川河畔ひかりプロムナード（佐古大橋 - 中洲みなと橋）
- 新町川水際公園
- 新町橋「光のマトリックス－白色LEDによるオペレッタ」
- SORAとMIZU（両国橋）
- 太陽と月（名店街ビル東側路地）
- とくぎんトモニプラザ
- とくしま駅広ガーデンツリー
- 徳島大学常三島キャンパスのLED大時計
- 鳥居龍蔵記念博物館
- 中徳島河畔緑地 川辺の道
- ノビアノビオ
- 虹のラクーン（ふれあい橋）
- パークウエストン
- Bridal fort
- ふれあい橋
- メンテムビル・イルミネーション（大道通り）
- 両国橋西公園野外ステージ（編み笠LEDステージ）
- 凛

### 小松島市
- 小松島みなとオアシス

### 阿南市
- 阿南駅前児童公園
- 牛岐城址公園
- ecoのあかり古庄商店街
- スターダストマンダラ（阿南市商工業振興センター）
- せいりゅう
- 橘公民館
- 徳島県南部健康運動公園
- ナカちゃんモビール・クリアパネル
- はねむ通りオリジナル街路灯
- 浜の浦公園
- 光のエース（阿南市立阿南中学校）
- 光のまちステーションプラザ
- ブランアンジュ シンボルツリー
- 星のオブジェ橘通り
- ほほえみ薬師（萬福寺）
- 夜青龍（日亜化学南側）

### 吉野川市
- アンジェリーナ

### 三好市
- 大歩危駅前祖谷のかずら橋

### 勝浦町
- 生名ロマン発電所

### 上勝町
- 夢おこし上勝

### 板野町
- あすたむサウルス（あすたむらんど徳島）

### 松茂町
- 徳島阿波おどり空港 送迎デッキ
- 徳島阿波おどり空港 緑地
- 月見ヶ丘海浜公園

### つるぎ町
- 桜づつみイルミネーション（道の駅貞光ゆうゆう館前）

### 東みよし町
- 光きらめく・やすらぎファンタジー（吉野川ハイウェイオアシス）

### 海陽町
- 鯖大師本坊